# Scatolo
Lo scatolo (leggi: scatòlo) è una sostanza chimica corrispondente al β-metilindolo. Si presenta come un solido bianco cristallino dall'odore fecale. Si forma nella marcescenza, nella lisi batterica, per fusione alcalina delle proteine o dal triptofano nel tratto intestinale dei mammiferi ed è presente negli escrementi umani, conferendo loro l'odore estremamente nauseante.
Si può cristallizzare con un sublimatore.
A concentrazioni molto diluite, viene usato in profumeria come fissativo.  È stato scoperto nel 1877 dal medico tedesco Ludwig Briegier (1849-1919).

## Biosintesi, sintesi chimica e reazioni
Lo scatolo è derivato dall'amminoacido triptofano nel tratto digestivo dei mammiferi. Il triptofano viene convertito in acido indolacetico, che decarbossila per dare il metilindolo.
Lo scatolo può essere sintetizzato tramite la sintesi di Fischer dell'indolo.
Assume un colore violaceo mediante trattamento con ferrocianuro di potassio.

## Ormone per insetti
Lo scatolo è uno dei tanti composti che sono attraenti per i maschi di varie specie di api delle orchidee, che apparentemente raccolgono la sostanza chimica per sintetizzare i feromoni; è comunemente usato come esca per queste api per gli studi. È anche noto per essere un attrattivo per la larva della Tasmania (Aphodius tasmaniae).
Lo scatolo ha dimostrato di essere un attrattivo per le zanzare gravide sia in natura che di laboratorio. Poiché questo composto è presente nelle feci, si trova in corsi d'acqua e laghi contenenti rifiuti umani e industriali non trattati. Tali siti sono quindi di particolare interesse quando si studiano le malattie trasmesse da zanzare come la febbre del Nilo occidentale.

## Studi sugli animali
Lo scatolo ha dimostrato di causare edema polmonare in capre, pecore, ratti e alcuni ceppi di topi. Sembra colpire selettivamente le cellule di Clara, che sono il sito principale degli enzimi del citocromo P450 nei polmoni. Questi enzimi convertono lo scatolo in un intermedio reattivo, la 3-metilenindolenina, che danneggia le cellule formando addotti proteici.
Con lo steroide testicolare androstenone, lo scatolo è considerato il principale fattore determinante dell'odore del verro.  Contribuisce inoltre all'alitosi.

## Usi
Lo scatolo è il materiale di partenza nella sintesi dell'atiprosina, un antipertensivo, che agisce come antagonista selettivo dei recettori adrenergici e che ha deboli proprietà antistaminiche.